# Frugerès-les-Mines

Frugères-les-Mines este o comună în departamentul Haute-Loire, Franța. În 2014 avea o populație de 550 de locuitori.

## Comune vecine
|  | Sainte-Florine |  |
|  |                |  |
|  | Vergongheon    |  |